# چوب آگار

چوب عود

چوب عود (انگلیسی: Agarwood)  به هندی چوب اَگَر، قسمتی از تنه درخت عود است که مدت زمانی از قطع درخت گذشته و یا بعد از قطع درخت، تنه را در زمین نمناکی دفن کرده اند و بتدریج یک عصاره تیره رنگ رزینی معطر در نسوج آن جمع شده باشد. نوعی انگم درون چوب درخت Aquilaria و Gyrinops بومی آسیای جنوب شرقی است. در بسیاری از فرهنگ‌ها برای عطر آن ارزش قائل هستند، و در نتیجه برای ساخت عود (چوب) و عطر استفاده می‌شود.

## ترکیبات شیمیایی
در چوب عود اسانس روغنی فرار، بنزیلاستون، پی متوکسی بنزیل استون و ترپن الکل یافت می شود.

## واژه‌نامه
1. ↑  Benzylacetone
2. ↑  P-Methoxybenzylacetone
3. ↑  Terpene alcohol